# Топси
То́пси (англ. Topsy; около 1875 — 4 января 1903, Кони-Айленд, Нью-Йорк, США) — азиатская слониха, выступавшая в цирке американского антрепренёра Адама Форпо (англ. Adam Forepaugh) в нью-йоркском Луна-парке. В течение трёх лет убила трёх человек (включая жестокого дрессировщика, пытавшегося заставить Топси съесть зажжённую сигарету), после чего была сочтена опасной для людей и казнена электрическим током.

## Казнь

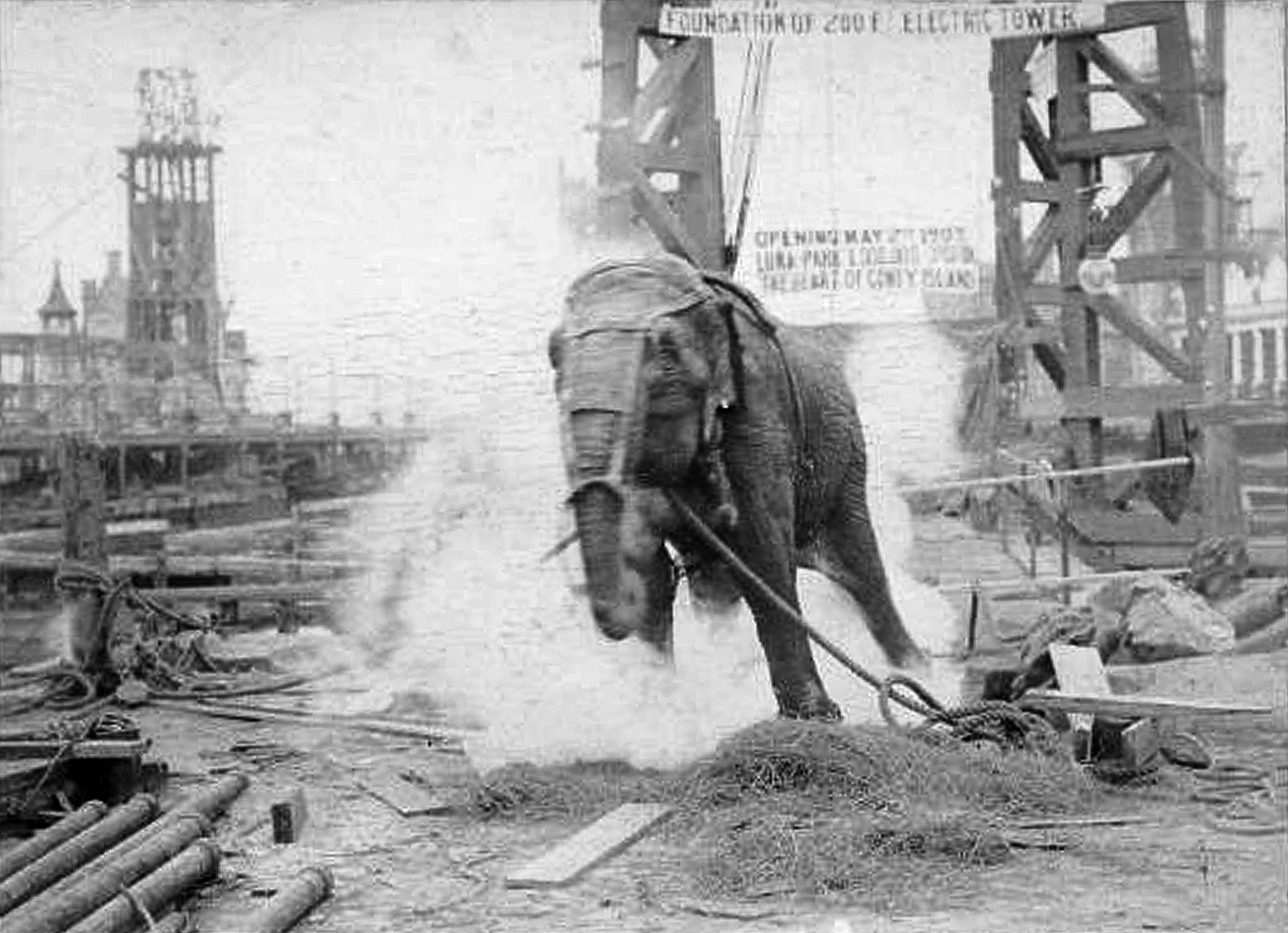
Казнь Топси. На заднем плане — недостроенная «электрическая башня»

В качестве способа казни первоначально было избрано повешение, но после протеста, заявленного Американским обществом по предотвращению жестокого обращения с животными, владельцы парка Фредерик Томпсон и Элмера Данди были вынуждены прибегнуть к другому способу, а именно умертвлению при помощи переменного тока.
Для ускорения процедуры казни Топси предварительно накормили морковью, начинённой 460 г цианистого калия. Затем сотрудник Edison Illuminating Company Д. П. Шарки (англ. D. P. Sharkey) присоединил к слонихе, заранее обутой в специальные медные сандалии, токопроводящий металлический трос и электроды, после чего через тело Топси был пропущен переменный электрический ток напряжением 6600 В. В течение десяти секунд наступила смерть. Свидетелями казни Топси стали около полутора тысяч человек. Команда из киностудии "Эдисон" сняли процесс умертвления на киноплёнку, озаглавив фильм «Электрическая казнь слона».
В современной культуре идею убийство Топси с помощью тока стали приписывать Томасу Эдисону в качестве чёрного пиара, направленного против использования переменного тока в рамках «войны токов». Однако эпизод произошёл спустя 10 лет после окончания "войны", сам Эдисон никогда не был в Луна-парке, а из руководства участвовавших в казни и ассоциированных с ним компаний вышел ещё в 1892.
Пожар 1944 года, уничтоживший Луна-парк вместе с большей частью аттракционов Кони-Айленда, неофициально называли «местью Топси» (англ. Topsy’s Revenge).
20 июля 2003 года в музее Кони-Айленда был установлен памятник Топси.

## В популярной культуре
Фрагменты «Электрической казни слона» использовались во многих произведениях визуального искусства. В их числе:
Кино
- Фильм-коллаж Майкла О’Донохью[англ.] «Мондо-видео мистера Майка[англ.]» (1979)
- Документальный фильм Эррола Морриса об эксперте Федерального суда США по казням Фреде А. Луктере «Мистер Смерть: взлёт и падение Фреда А. Луктера-младшего» (1999)
- Художественный фильм Майкла Алмерейды «Гамлет» (2000)
- Художественный фильм Роберта Эдвардса (англ. Robert Edwards) «Земля слепых[англ.]» (2006)

Анимация
- Американский анимационный сериал «Закусочная Боба» (2011)

Музыкальное видео
- Видеоклип американской хеви-метал-группы Tourniqet «Ark of Suffering[англ.]» (1996)
- Видеоальбом американской индастриал-группы Nine Inch Nails Closure (1997)
- Видеоклип австралийской электронной группы All India Radio[англ.] «Persist» (2008)

Изобразительное искусство
- Шоу-выставка 2008 года американской художницы британского происхождения Сью Коу[англ.] «Слоны, которых мы никогда не должны забывать» (англ. Elephants We Must Never Forget)[5]

Компьютерные игры
- Компьютерная игра Assassin’s Creed II (2009)